# Philadelphiai vasúti baleset
A philadelphiai vasúti baleset 2015. május 12-én következett be, amikor az Amtrak Washingtonból New Yorkba tartó, a Northeast Corridoron haladó Northeast Regional vonata lefutott a sínekről Pennsylvaniában Philadelphia Port Richmond térségében. A 238 utas és 5 fős személyzet közül 8-an meghaltak, több mint 200-an megsebesültek, közülük 11-en súlyosan. A vonat a kisiklás idejében 164 km/h-val haladt egy olyan kanyargós szakaszon, ahol a megengedett legnagyobb sebesség 60 km/h volt.
Több utast az összetört kocsikból kellett kiszabadítani. Az utasok és a helyben lakók közül is többen segítettek a kezdeti, sürgős mentési munkálatokban. A sérülteket öt helyi kórház látta el. A kisiklás több napra megbénította a pályán a vasúti közlekedést.
A National Transportation Safety Board (NTSB) szövetségi hivatal véleménye szerint a kisiklás leginkább egy baleset, lehet, hogy pár perccel az ütközés előtt valami átlőtte a szerelvényt, és ez okozhatta a kisiklást. A hivatalos magyarázat szerint a kisiklást meg lehetett volna előzni, ha bevezették volna már ezen a szakaszon is a számítógépes sebességkorlátozó rendszert, de jogszabályi előírások miatt erre itt még nem került sor.
Ugyanebben az ívben 1943-ban is volt egy kisiklás, akkor 79 ember halt meg, és 117-en sérültek meg. 1987 óta a 2015-ös volt a Northeast Corridoron a legtöbb halálos áldozatot követelő baleset. Akkor Baltimore környékén 16 ember halt meg.